# Sinde (Tansania)
Sinde ist ein Verwaltungsbezirk (Ward) des Distrikts Mbeya (CC) in der tansanischen Region Mbeya.

## Geografie
Sinde ist ein kleiner Stadtteil im Zentrum der Regionshauptstadt Mbeya. Die Grenze im Westen bildet die Nationalstraße T8. Die Fläche des Bezirks beträgt 0,6 Quadratkilometer und bei der Volkszählung 2022 lebten hier 6479 Menschen in 2134 Haushalten.

## Gliederung
Der Bezirk besteht aus vier Stadtteilen (Mtaa):
- Kagwina
- Ilolo Kati
- Janibichi
- Sinde A